# چاه نمره یک
چاه نمره یک مربوط به قاجاریه است و در مسجد سلیمان، نزدیک اداره میراث فرهنگی واقع شده و این اثر در تاریخ ۲۵ اسفند ۱۳۷۹ با شمارهٔ ثبت ۳۶۰۹ به‌عنوان یکی از آثار ملی ایران به ثبت رسیده است.